# Јелена Катина
Јелена Сергејевна Катина (рус. Елена Сергеевна Катина, Москва 4. октобар 1984) руска је певачица и бивша чланица групе Тату. Свира клавир.
У приватном животу, удата је за словеначког музичара српског порекла Сашу Кузмановића, с којим има сина Александра.

## За време групе тату
Док је била у дуету са Јулијом Волковом су чинили једну од најбољих поп група на свету, у том тренутку. После албума 200km/h in wrong lane су кренуле да опадају, те тако је 2008. године дошло до тога да више нису толико обраћали пажљу на бенд. Бенд се распао 2011. године.

## Соло каријера
Када је Катина почела, имала је подршку истинских фанкова групе тату. Убрзо је објавила песму Never Forget на којој исказује да никада неће заборавити Јулију Волкову и групу Tату. Катина се наравно, не може поредити са славом групе, али ипак је достојни наследник.